# Nathaniel Bagshaw Ward
Nathaniel Bagshaw Ward (1791-4 juin 1868 à St-Léonard, dans le Sussex) est un médecin britannique qui a popularisé une serre pour la culture et le transport des plantes qui a été appelée caisse de Ward.